# Masa terrestre

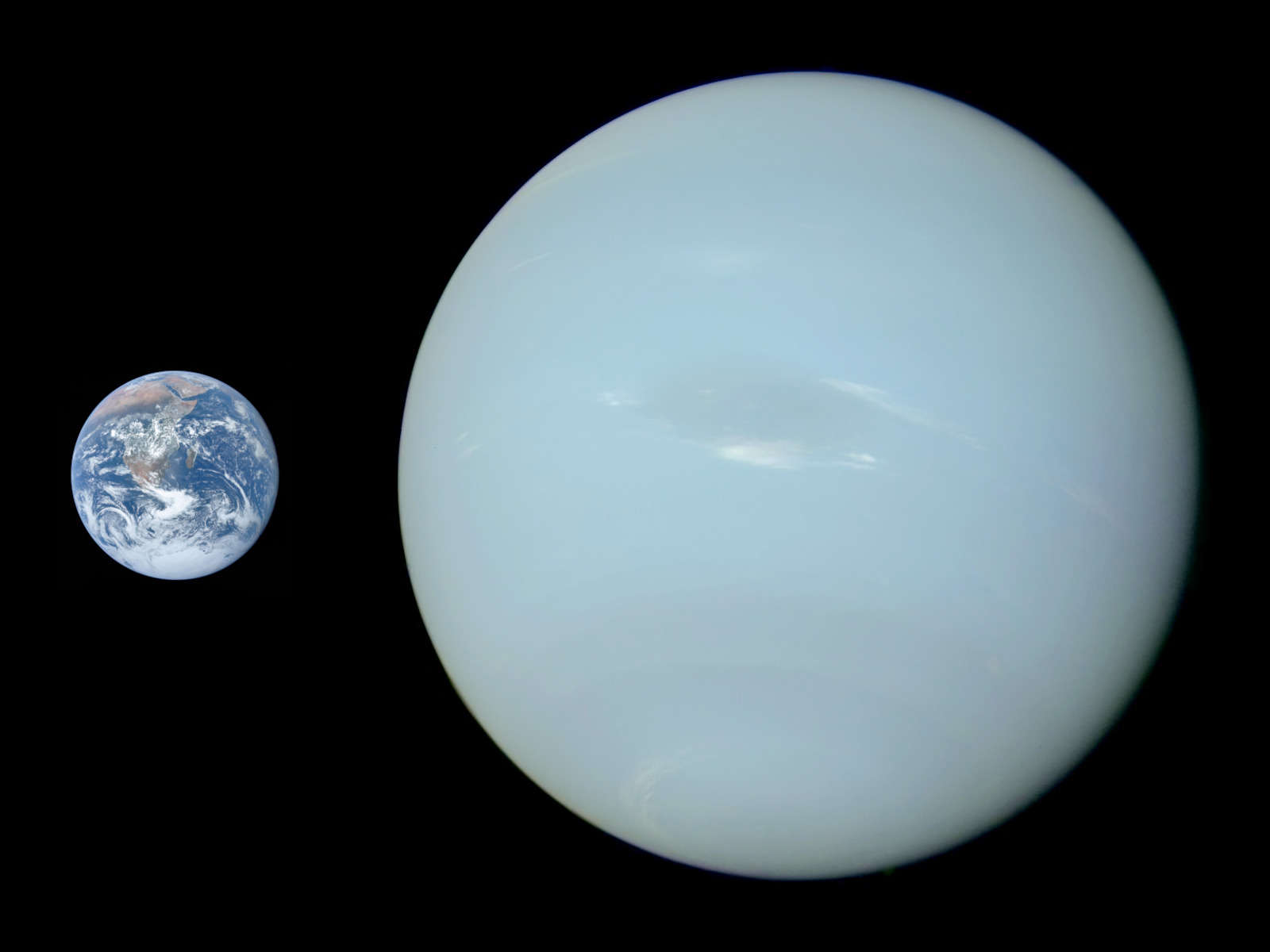
La masa de la Tierra comparada con la de Neptuno es como la masa de Neptuno comparada con la de Júpiter.

La masa terrestre o masa de la Tierra (M🜨) es una unidad de medida de masa utilizada en astronomía y astrofísica para medir comparativamente la masa de los planetas, exoplanetas y otros objetos astronómicos poco masivos, tales como los asteroides o planetas enanos. Es equivalente a la masa de la Tierra (M🜨 = 5,97× 1024 kg, o sea, casi 6 cuatrillones de kilos, o 6000 trillones de toneladas).
Se obtiene a partir del conocimiento detallado proporcionado por la geodesia espacial de la constante geocéntrica (GM) y el conocimiento mucho menos preciso proporcionado por la física de la constante de gravitación universal (G) de Newton.
La masa de la Tierra se utiliza a menudo para describir las masas de los planetas rocosos o terrestres. Los otros tres planetas terrestres del sistema solar son Mercurio, Venus y Marte, que tienen unas masas de 0.055; 0.815 y 0.107 veces la masa terrestre, respectivamente.

## Comparación con otros cuerpos celestes
La masa de la Tierra se puede comparar con las de muchos otros cuerpos celestes y equivale a:
- 81.3 veces la masa lunar (ML)
- 0.00315 veces la masa de Júpiter (MJ) (La masa de Júpiter es 317.83 veces la masa de la Tierra)[1]
- 0.0105 veces la masa de Saturno (MJ) (La masa de Saturno es 95.16 veces la masa de la Tierra)[3]
- 0.0583 veces la masa de Neptuno (MJ) (La masa de Neptuno es 17.15 veces la masa de la Tierra)[4]
- 0.000 003 003 veces la masa solar (MS). La masa solar (M⊙) equivale a 332 946 masas terrestres (M🜨).

## Métodos directos para determinar la constante geocéntrica, GM
En esta sección se describe cómo se ha llegado a determinar con precisión la masa de la Tierra, desde las ideas iniciales propuestas por Isaac Newton en el siglo XVII hasta la actualidad. Gran parte de la historia de esta determinación está relacionada con la historia de la geodesia y está estrechamente relacionada con la determinación de la forma de la Tierra; la otra parte pertenece a la historia de la física y la serie de experimentos que permitieron determinar la constante de gravitación universal, que se inició al final del siglo XVIII con Henry Cavendish.

### Utilizando la tercera ley de Kepler
Se pueden considerar a priori dos tipos de mediciones para determinar el producto {\displaystyle GM} (constante de gravitación por la masa de la Tierra). En primer lugar, la tercera ley de Kepler aplicada a los movimientos de un satélite (de masa {\displaystyle m^{s}}) alrededor de la Tierra (masa {\displaystyle M} ) se puede escribir como
{\displaystyle G(M+m_{s})={\frac {4\pi ^{2}a^{3}}{\tau ^{2}}}}
Aquí {\displaystyle G}  es la constante de gravitación, {\displaystyle a} es el semieje mayor de la elipse de Kepler, y {\displaystyle \tau }  es el período orbital. Cuando la masa del satélite es despreciable ({\displaystyle G(M+m_{s})\cong GM}), se obtiene un {\displaystyle GM\cong 4\pi ^{2}a^{3}/\tau ^{2}}. Por supuesto, con el fin de obtener un valor más exacto de los productos {\displaystyle G(M+m^{s}}), hay que hacer correcciones (calculables) para reflejar los efectos perturbadores. El hecho es que las mediciones astronómicas de {\displaystyle a} y {\displaystyle \tau }, y, posiblemente, una medida independiente de {\displaystyle G*m^{s}}, permiten determinar con precisión el producto {\displaystyle GM}. Esta última es a menudo llamada constante gravitacional geocéntrica, o simplemente constante geocéntrica.

### Uso de péndulos

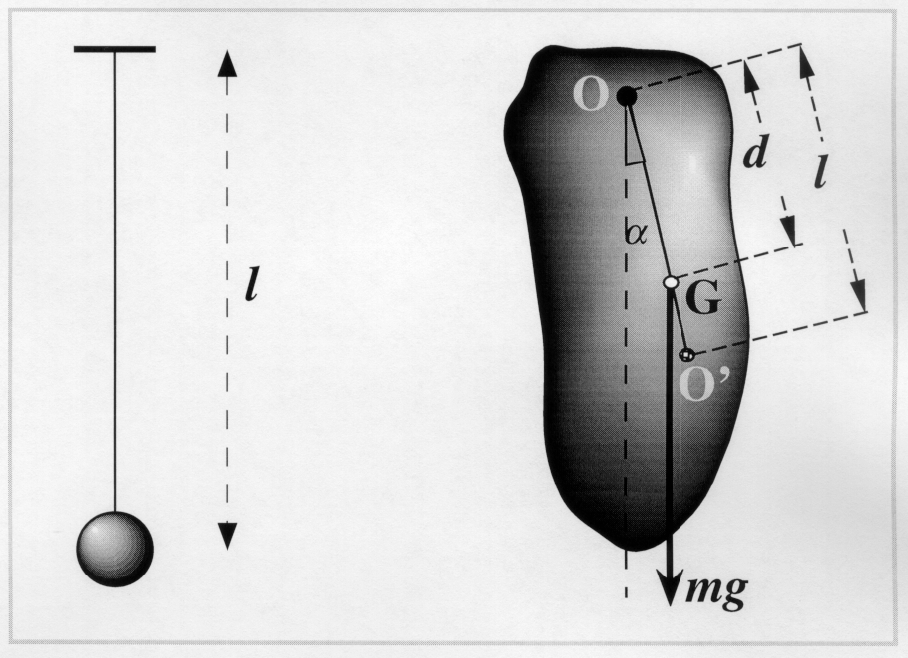
Izquierda: péndulo simple (matemático); derecha: péndulo compuesto (físico). El punto de suspensión O y el punto de oscilación O' son recíprocos: si se suspende el péndulo de O', el punto de suspensión O se convierte en el nuevo centro de oscilación, de modo que el período de oscilación del péndulo no cambia. De hecho, O' se encuentra de O a la distancia ℓ a lo largo de la dirección OG, donde G es el centro de gravedad del péndulo.

La constante {\displaystyle GM} también se puede determinar a partir de medidas con péndulos. Simplificando un poco, podemos despreciar la rotación terrestre y suponer que la Tierra es esférica. La intensidad de la aceleración de la gravedad ({\displaystyle g=9,8m/s^{2}}) en la superficie de la Tierra es entonces {\displaystyle g=GM/R^{2}}, donde {\displaystyle R} es el radio medio de la Tierra. Si tenemos un péndulo simple de longitud {\displaystyle \ell }, esta aceleración produce un periodo de oscilación {\displaystyle T=2\pi {\sqrt {\ell /g}}}. Por lo tanto, el conocimiento de la longitud {\displaystyle \ell } y una medida de la duración del período {\displaystyle T} permiten determinar el producto de {\displaystyle GM} con la fórmula
{\displaystyle GM={\frac {4\pi ^{2}lR^{2}}{T^{2}}}}
Un péndulo simple es una abstracción matemática. De hecho, siempre se utiliza un péndulo compuesto. Este último consiste de un cuerpo de masa m, con una forma cuidadosamente estudiada, oscilando alrededor de un eje horizontal en un punto fijo. El período de oscilación de un péndulo compuesto está dado por la fórmula {\displaystyle T=2\pi {\sqrt {[}}I/(mdg)]}, donde {\displaystyle I} es el momento de inercia del cuerpo de masa {\displaystyle m} con respecto al eje de giro y {\displaystyle d} es la distancia desde este eje al baricentro o centro de masas del cuerpo. También se define la longitud del péndulo compuesto sincrónico {\displaystyle \ell } como la longitud del péndulo simple que tiene el mismo período, {\displaystyle \ell =I/(md)} para {\displaystyle \ell >d}.
Algunos observadores que realizaron experimentos con péndulos fueron Jean Richer, Christiaan Huygens, Pierre Bouguer, Pierre Louis Moreau de Maupertuis y otros. A mediados del siglo XVII el péndulo probablemente no fue concebido por su posible uso para medir el tiempo, pero más tarde comenzó a ser utilizado como un reloj por los astrónomos. Richer comprobó en 1672, que un péndulo que batía segundos exactos en París (49°N), retrasaba unos dos minutos y medio por día en Cayenne (5°N). También Varin y Des Hayes constataron desviaciones similares en la isla de Gorea (15°N), por lo que la idea de que un cuerpo posee menos peso en el ecuador que en los polos era aceptada en la Real Academia de Ciencias de París, incluso antes de la publicación de los Principia de Newton. Estos resultados le permitieron confirmar la teoría del achatamiento de la Tierra y la teoría de la gravitación.

### Sugerencias de Isaac Newton

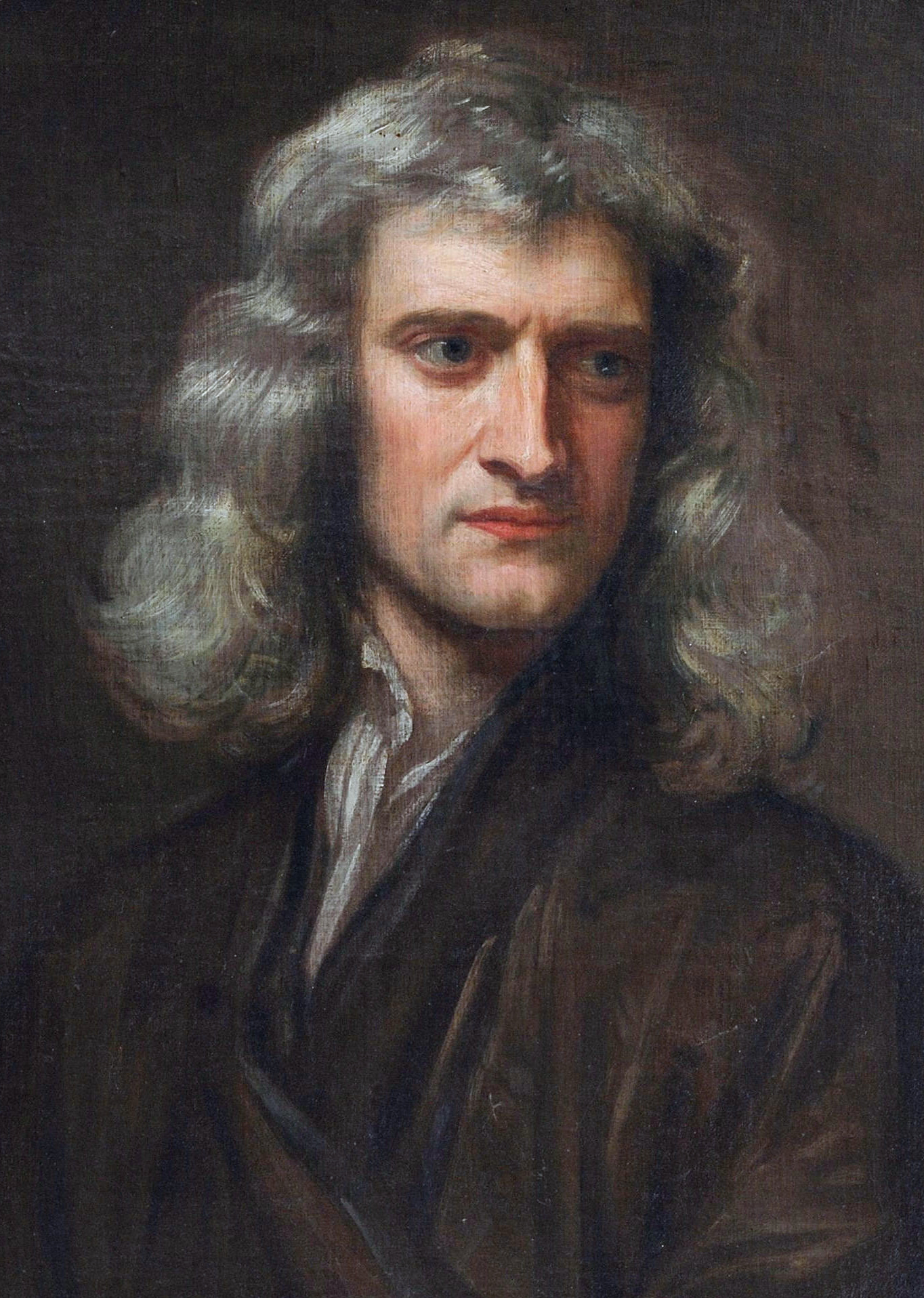
Retrato de Isaac Newton (1643–1727), por Godfrey Kneller (1689).

Más tarde, Isaac Newton propuso dos métodos diferentes para determinar por separado ya sea G o M.
1. Medir la atracción en el laboratorio de dos cuerpos de masas conocidas y separados entre sí por una distancia conocida, a fin de determinar G,
2. Medir la desviación de la plomada respecto de la vertical cerca de una montaña de masa calculable M' para estimar la relación M/M', y por lo tanto la masa M de la Tierra.[5]

Los primeros intentos para determinar la masa de la Tierra por el segundo método son las de Bouguer, durante la expedición al Perú (1735 a 1744). El primer experimento para medir G en el laboratorio se intentó con éxito sesenta años después por parte de Henry Cavendish en 1798.
El hecho de que una determinación directa de la constante gravitacional G no se intentara hasta mucho tiempo después de la muerte de Newton, se debe probablemente a una subestimación lamentable de las posibilidades prácticas de realizar tal experiencia. Newton consideró la atracción entre dos esferas (cada una con una densidad igual a la densidad media de la Tierra y un diámetro de un pie) y escribió que «si distasen entre sí solamente 1/4 de pulgada, no se unirían por la acción de su atracción mutua, incluso sin rozamiento, en un tiempo menor de un mes... De hecho, incluso montañas enteras, no serían suficientes para producir un efecto notable».
Recordemos que Newton había establecido en sus Principia que la atracción gravitacional en el exterior de una esfera con masa sería la misma que si toda la masa se concentrase en el centro de la esfera. Según este teorema, la intensidad de la gravedad en la superficie de la Tierra, que se supone esférica, se puede escribir como
{\displaystyle g={\frac {GM}{R^{2}}}={\frac {G{\frac {4}{3}}\pi R^{3}{\bar {\rho }}}{R^{2}}}={\frac {4\pi G{\bar {\rho }}R}{3}}}
Sin saber ni G ni ρ (densidad media de la Tierra), la última relación era de poco interés práctico para Newton. Sin embargo, por razonamiento heurístico, concluyó que la densidad media debía estar entre 5 y 6 veces la del agua. Teniendo una estimación de la densidad ρ, Newton podría haber encontrado la magnitud de G. Por tanto, es sorprendente la estimación tan groseramente errónea sobre el tiempo que tardarían dos esferas en ponerse en contacto bajo la influencia de su atracción mutua.

## Masa de la Tierra a partir de desviaciones de la vertical

### La experiencia de Bouguer en el Chimborazo

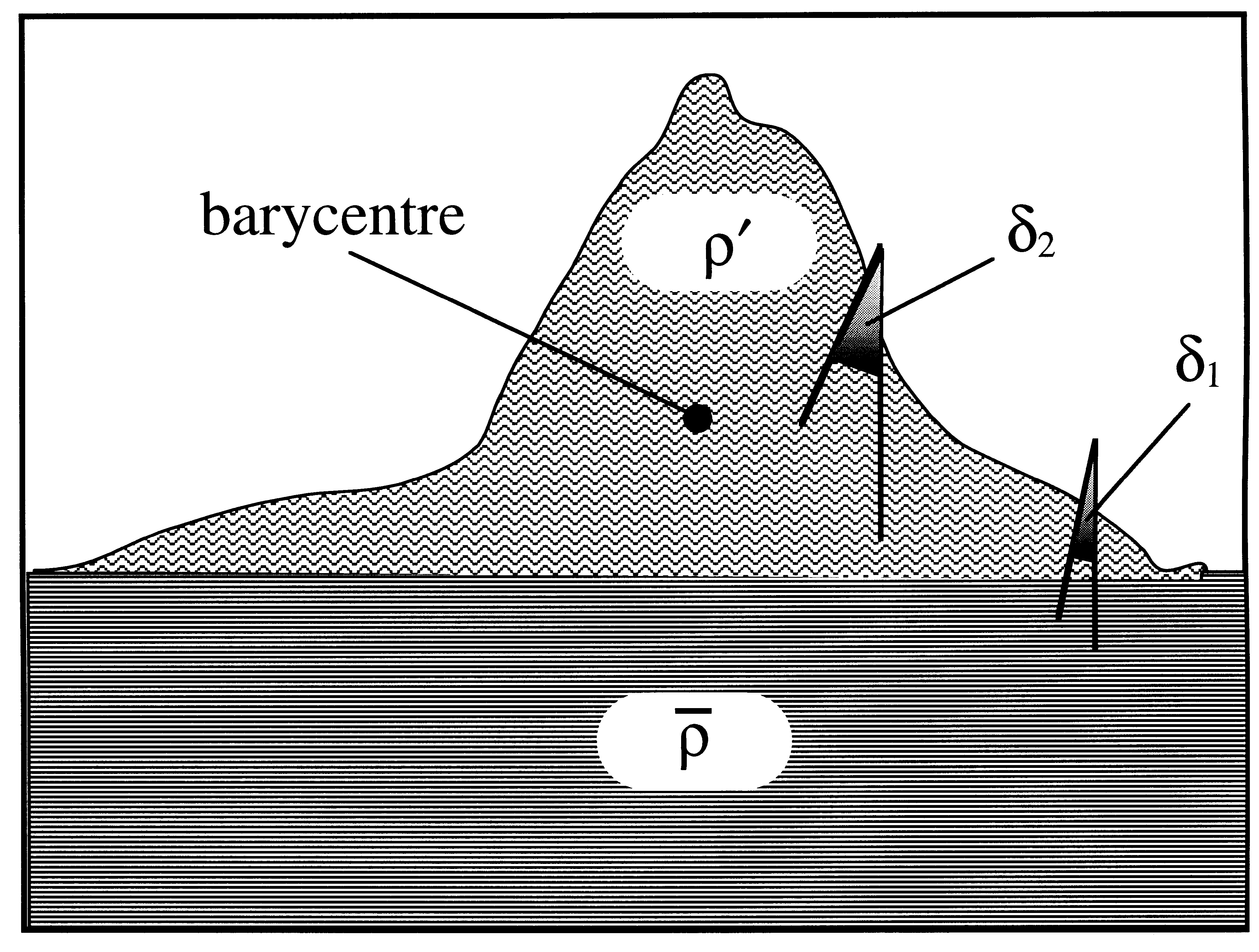
La presencia de una montaña (el volcán Chimborazo en los experimentos de Bouguer en el Ecuador), afecta la dirección vertical marcada por una plomada por la existencia de un componente de atracción hacia el centro de gravedad de la montaña, que modifica la componente de atracción hacia el centro de la Tierra. Esta desviación de la vertical (se denota como δ) es tanto mayor cuanto más cerca del centro de gravedad de la montaña.

Durante la expedición al Ecuador, Pierre Bouguer trató de determinar la densidad media de la Tierra por dos métodos diferentes. Sus comentarios no dieron lugar a valores exactos, pero fueron seguidos por mejoras en las décadas siguientes que condujeron a valores de la densidad media del planeta (ρ) que, sin ser precisos, no están lejos del valor correcto. El primero de los métodos utilizados por Bouguer fue el propuesto por Newton, es decir, medir la desviación de la vertical producida por una montaña; el segundo se refiere a medidas con péndulos y fue diseñado y desarrollado por él mismo.
Bouguer en 1738 trató de determinar la densidad media (y por lo tanto la masa) de la Tierra, haciendo mediciones de la desviación de una plomada respecto de la vertical, causada por la atracción de una montaña situada cerca de la estación de observación. Él eligió el volcán Chimborazo (6250 m sobre el nivel del mar, situado en la latitud 1° 25′ S), una montaña de la cordillera de los Andes que tiene una forma bastante regular lo cual permite estimar la posición del centro de gravedad. La primera estación fue establecida en la ladera sur a una altitud de unos 4700 metros situada sobre el mismo meridiano que el supuesto centro de gravedad. Se hicieron observaciones meridianas de un grupo de estrellas de los hemisferios norte y sur, respectivamente. A raíz de la desviación de la plomada en un ángulo δ debido a la atracción del vecino Chimborazo, la altura aparente de las estrellas del grupo del norte iba a ser algo menor que la altura real (es decir, la altura que se observaría en la misma latitud y al mismo tiempo en una región desprovista de topografía) en una cantidad δ, mientras que la altura aparente de las estrellas del grupo del sur fue mayor que la altura real en esa misma cantidad δ. Como no sabía la altura real de las estrellas observadas Bouguer estableció una segunda estación 330 metros más abajo y alrededor de 7300 metros al oeste de la primera estación para llevar a cabo medidas similares de las mismas estrellas. Estas medidas permitieron eliminar las alturas reales desconocidas. Bouguer calculó que la desviación teórica respecto de la vertical, dado el volumen de la montaña, ascendería a δt≅1'43"·ρ'/ρ, donde ρ' es la densidad media de las rocas de la montaña. El valor que se midió fue: ρmedido ≅ 8". Se dedujo una relación ρ/ρ' superior a 12, mientras que el verdadero valor es cercano a 2. Bouguer fue, obviamente, consciente de que sus determinaciones de la relación ρ/ρ' estaban muy separadas de la verdad, a menos que aceptase que el Chimborazo estaba hueco. En realidad, las experiencias de Bouguer fueron imprecisas pero sirvieron como modelo para otras experiencias similares posteriores.

### Experiencia de Maskelyne en el monte Schiehallion
Nuevas medidas de desviación de la vertical sería emprendidas por un equipo de científicos británicos. El astrónomo Nevil Maskelyne (1732-1811) propuso en 1772 la repetición de la experiencia del Chimborazo. Con este fin, un comité de la Royal Society de Londres seleccionó el Monte Schiehallion (o Monte Schehallien) en Perthshire, Escocia. Esta montaña, cuya cumbre se eleva a 1010 m, tiene una cresta corta que corre de este a oeste, y fuertes pendientes hacia el norte y el sur. Se prestaba bien a las experiencias aunque su masa, y por lo tanto su efecto en la desviación de la vertical era, obviamente, mucho menor que la de Chimborazo. Entre los años 1774 y 1776, se establecieron dos estaciones en el mismo meridiano, una en el lado norte y otra en el lado sur. En cada estación, Maskelyne realizó  casi 170 determinaciones de distancias cenitales aparentes de más de 30 estrellas y encontró entre las dos estaciones una diferencia en la altura media de 54.6". La diferencia entre este valor y la diferencia de latitud medida (42.9") era de 11.7", y fue asignada a la desviación de la vertical causada por la montaña. El geólogo escocés James Hutton (1726-1797), uno de los fundadores de la geología moderna, y el físico británico Henry Cavendish (1731-1810) participaron en los cálculos, que dio el resultado 1.79·ρ ≅ ρ'. Una primera estimación de la densidad de la montaña, ρ' ≅ 2.5 g/cm³, fijó la densidad media de la Tierra ρ ≅ 4.5 g/cm³. Más tarde, en 1821, el matemático escocés John Playfair determinó con más cuidado la densidad de las distintas capas de roca del monte Schiehallion. Consiguió llevar la estimación de ρ a un rango entre 4.56 y 4.87 g/cm³. En 1821, se aprobó definitivamente el valor de ρ = 4.95 g/cm³. Mucho más tarde, en 1855, los ingenieros militares Henry James y Alexander Ross Clarke repitieron la experiencia del Monte Schiehallion en las laderas de «Arthur's Seat» (Asiento de Arturo), un antiguo volcán situado cerca de Edimburgo. Se obtuvo un valor bastante realista ρ = 5.3 g/cm³.

### Isostasia y limitaciones del método de la desviación de la vertical
Los experimentos de desviación de la plomada demostraron que no era posible determinar la masa de la Tierra con menos del 10 % de error por el método de la desviación de la vertical. La razón radica en una cierta compensación por los efectos de la atracción de las montañas por un mecanismo llamado isostasia. Al repetir el experimento de Bouguer en los Pirineos en 1849, Frédéric Petit se dio cuenta de que era como si los Pirineos repelieran un poco la plomada en lugar de atraerla. Petit calculó la influencia de los Pirineos sobre la dirección de la plomada en Toulouse y se encontró que el valor observado era mucho menor que el valor teórico. Pronto se aceptó que este hallazgo era cuasi-general y que las medidas de atracción de las montañas eran más pequeñas que los valores calculados suponiendo que el material subyacente tenía una densidad normal. El Monte Schiehallion y Arthur's Seat son excepciones notables, probablemente a causa de sus áreas limitadas que no permiten la compensación isostática.

## La masa de la Tierra a partir de medidas con el péndulo

### Fórmula de Bouguer

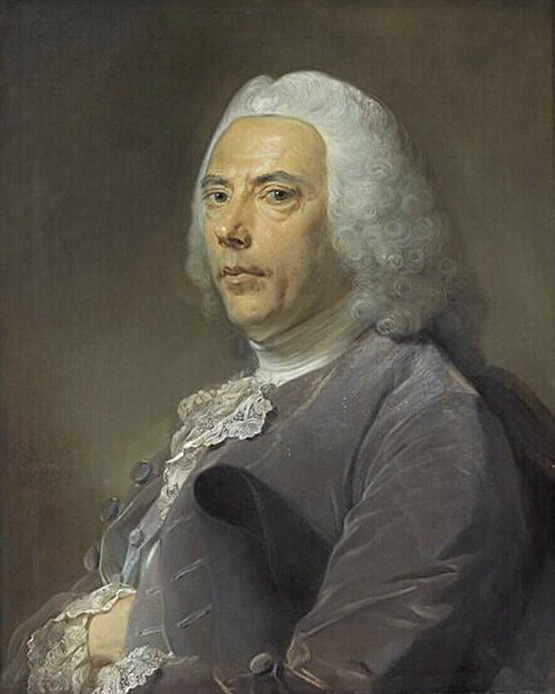
Pierre Bouguer. Jean-Baptiste Perronneau, 1753.

Consideremos la intensidad de la gravedad g(P) en un punto P situado a una distancia r del centro de masas de la Tierra, y la intensidad de la gravedad g(Q) en otro punto Q situado a una distancia r' del mismo centro de la masa. Denotamos por h la diferencia de altura entre Q y P, siendo h > 0 ya que Q está a una altitud superior que P.
Bouguer demostró que para mediciones realizadas en la superficie de la Tierra{\displaystyle g(Q)\simeq g(P)\left[1-{\frac {2h}{R}}+{\frac {3\rho 'h}{2{\bar {\rho }}R}}\right]}
donde R es el radio medio de la Tierra. Esta relación es conocida como fórmula de Bouguer. El segundo período, que comienza con un signo menos, representa la variación de la intensidad de la gravedad producida por una variación en la altura, independientemente de la contribución de las capas situadas entre la altitud de P y la de Q. A esto se le llama efecto de la corrección al aire libre, o corrección de Faye, en honor al astrónomo Hervé Faye (1814-1902). El tercer término es la atracción de una placa de densidad uniforme ρ' con dimensiones horizontales de gran tamaño (idealmente infinita). Se ha tenido en cuenta la atracción de las masas situadas entre la altura de P y la de Q cuando las mediciones se realizan en Q y se reducen a la altura de P. La fórmula de Bouguer queda como
{\displaystyle {\bar {\rho }}\simeq {\frac {3h\rho '}{2R{\frac {g(Q)}{g(P)}}+4h-2R}}}
Esto demuestra que la densidad media ρ (y por lo tanto la masa) de la Tierra se expresa en términos de cantidades conocidas o medibles, siempre que podamos estimar p'  correctamente. Pierre Bouguer y sus sucesores midieron las cantidades g(P) y g(Q) por medio de péndulos. Modernamente, se utilizan gravímetros que se adaptan mejor a las limitaciones en la precisión de la gravimetría y la geodinámica. Bouguer y sus colegas aplicaron la relación anterior para determinar la densidad media de la Tierra en el Ecuador, en el año 1737-1740. Para ello, midieron las longitudes respectivas de un péndulo de frecuencia igual a un segundo en tres lugares de muy diferentes altitudes:
1. En la Isla del Inca del río Esmeralda, con una altitud entre 60 y 80 metros, situada a una distancia de unos 60 km al suroeste de Quito,
2. En el propio Quito, a una altitud de 2900 metros y una latitud de 0.25°S.
3. En la cumbre del volcán Pichincha, cerca de Quito, a una altitud de 4800 metros.

Sabiendo que para un período determinado, en este caso un segundo, la intensidad local de la gravedad es proporcional a la longitud del péndulo, y suponiendo que la ubicación de Quito coincide con la de una meseta, la fórmula de Bouguer encontró empíricamente que ρ ≅ 4.5 ρ'. Ahora sabemos que este valor 4.5 de la relación ρ/ρ' condujo a una estimación 2 a 3 veces demasiado grande para la masa de la Tierra. Sin embargo, esta determinación histórica demostraba que la Tierra no estaba hueca o llena de agua en su interior, como algunos argumentaban en ese momento.

### Experimentos con péndulos en elsigloXIX
Mucho más tarde, en 1821, Francesco Carlini encontró, a través de mediciones realizadas con péndulos en el área de Milán, el valor de ρ= 4.39 g/cm³. Este valor fue llevado en 1827 por Edward Sabine hasta 4.77 g/cm³, y luego en 1841 por Carlo Ignazio Giulio hasta 4.95 g/cm³. Por otro lado, George Biddell Airy trató de determinar ρ midiendo la diferencia del periodo de un péndulo entre la superficie y el fondo de una mina. Las primeras pruebas tuvieron lugar en Cornwall entre 1826 y 1828. Fueron un fracaso debido a un incendio y una inundación. Finalmente, en 1854, Airy consiguió el valor 6.6 g/cm³ gracias a las mediciones en una mina de carbón en Harton, en el Sunderland. El método de Airy supone que la Tierra tiene una estratificación esférica. Además, Airy admite valores particulares para la densidad en profundidad. Más tarde, en 1883, los experimentos realizados por Robert von Sterneck (1839‑1910) a distintas profundidades en minas de Sajonia y Bohemia proporcionaron valores de la densidad media ρ entre 5.0 y 6.3 g/cm³. Esto puso en evidencia el escaso crédito que merecían los supuestos de Airy. De hecho, en 1855, John Henry Pratt y el propio Airy habían sugerido que debe haber una compensación de las densidades en profundidad. Así se llegó al concepto de isostasia, la cual limita la capacidad para medir ρ con precisión, ya sea por desviación de la vertical de una plomada o usando péndulos. A pesar de estas posibilidades escasas de lograr una estimación precisa de la densidad media de la Tierra de esta manera, Thomas Corwin Mendenhall en 1880 dio cuenta de un experimento gravimétrico en Tokio y en la parte superior del Fujiyama. Su resultado fue ρ = 5.77 g/cm³.

## Experimento de Cavendish

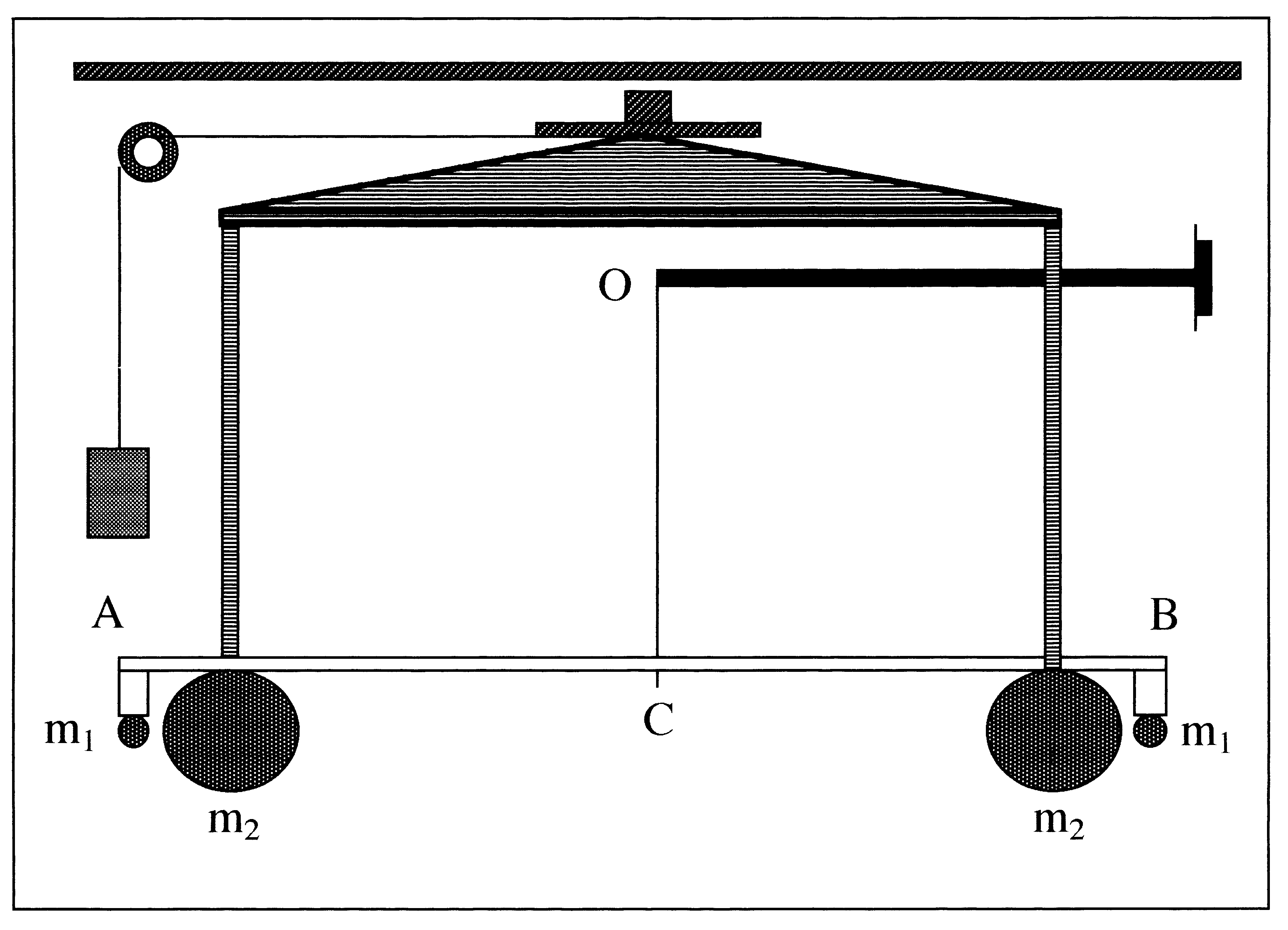
Diagrama de la balanza de torsión de Michell y Cavendish

El segundo método sugerido por Newton para determinar la masa de la Tierra consistía en determinar directamente la constante de gravitación universal G. A finales del siglo XVIII, John Michell abrió el camino para una medición directa de G en el laboratorio, para mejorar los resultados poco precisos obtenidos en las experiencias de desviación de la vertical causada por montañas o en las medidas de las diferencias de gravedad entre la parte superior e inferior de una mina. Michell construyó una balanza de torsión para medir directamente la fuerza de atracción F que actúa entre dos esferas de masas m1 y m2 situadas a una distancia d entre sus centros de masa, y que según la ley de gravitación de Newton sería:
{\displaystyle F\ =\ G\cdot {\frac {m_{1}\cdot m_{2}}{d^{2}}}}
Mediante la medición de F, m1 y m2, se obtiene el valor de G. El dispositivo de Michell consiste en una barra horizontal AB, con centro C y una longitud de 6 pies, suspendido de un punto fijo O con un alambre en posición vertical con una longitud OC de 40 pulgadas (102 cm). Las esferas de plomo tienen 2 pulgadas de diámetro, cuya masa m1 vale (4π/3) (2 × 2.54/2)³ × 11.34 ≅ 778.4 g, suspendidas en A y B por medio de dos alambres cortos. Este equipo se encuentra en un armario de madera estrechos. En el exterior pero próximas a este dispositivo, Michell había colocado dos grandes bolas de plomo de 8 pulgadas de diámetro, cada una con una masa aproximada de 50 kg (exactamente 49.8176 kg). Estas dos masas grandes m2 se colocan a ambos lados del plano OAB, cerca de las dos masas pequeñas m1, por lo que cada par de masas (m1, m2) se atraen con una fuerza F = Gm1m2/d² que actúan en una dirección horizontal perpendicular al plano OAB. El hilo OC se tuerce, por la acción de este par de fuerzas, un ángulo horizontal θ que se puede medir utilizando, por ejemplo, un sistema óptico. Sea k la constante torsional del hilo OC. En el equilibrio se tendrá, kϑ = 2Gm1m2/d², de donde se puede despejar G = kϑd²/(2m1m2), siempre que podamos medir la constante de torsión del alambre. Para ello, se evalúa el momento de inercia I1 de la barra con las esferas pequeñas m1ABm1, en relación con el eje OC; y en una experiencia auxiliar se mide el período de oscilación de la barra con las esferitas alrededor de OC cuando el sistema de grandes bolas de masa m2 se retira. Si T1 fuese este período, se puede calcular k = 4π²I1/T1². Por lo tanto, se cuantifica el valor de la constante G a partir de cantidades medibles M1, M2, L, d, θ, I1 y T1.
John Michell murió en 1793 antes de poder usar su dispositivo para medir G. Este pasó primero a William Hyde Wollaston, quien no lo utilizó, pero se lo dio poco después a Henry Cavendish (1731-1810). Este hizo algunas mejoras, manteniendo básicamente la configuración diseñada por Michell. Aisló el equipo de las corrientes de aire que podían perturbar las mediciones, y añadió un telescopio para observar las desviaciones. Su determinación del valor de G se publicó en 1798. Promediando los resultados de 29 conjuntos de mediciones corregidas de efectos diversos (y eliminando un error aritmético detectado posteriormente por Francis Baily), obtuvo un valor de G que serviría para llegar a un nuevo valor de la densidad media de la Tierra ρ = 5.448 ± 0.033 g/cm³.

### Experiencias similares a la de Cavendish
Muchas otras medidas de G siguieron a las realizadas por Cavendish:
- Ferdinand Reich hizo otras determinaciones de G con un dispositivo muy similar al usado por Cavendish que condujeron a Nuevos valores de la densidad media de la Tierra, ρ = 5.49 g/cm³ en 1837 y ρ = 5.58 g/cm³ en 1852.

- Francis Bailey obtuvo en 1842 el valor de ρ = 5.67 g/cm³.

- Marie Alfred Cornu y Jean-Baptistin Baille encontraron en 1873 valores de ρ que oscilan entre 5.50 y 5.56 g/cm³.

- Philipp von Jolly utilizó una balanza de alta precisión y midió diferencias de pesos entre la parte superior e inferior de una torre de 21 metros de altura, obteniendo en 1881 el valor de ρ = 5.69 g/cm³. Justo un siglo después de Cavendish en 1898, Franz Richarz (1860-1920) y Otto Krigar-Menzel (1861-1930)[6] obtuvieron, al igual que von Jolly, el valor de ρ = 5.505 g/cm³.

- En 1892, John Henry Poynting también utilizó una balanza (ordinaria) muy sensible y precisa, con unas masas m1 en cada platillo y otra masa m2 colocada alternativamente debajo de un platillo, y luego del otro, de manera que la alineación entre las masas m1 y m2 era perfectamente vertical tanto en un caso como en el otro. El valor que obtuvo fue ρ = 5.49 g/cm³.

- En 1895, Charles Vernon Boys cambió el instrumento original de Michell y Cavendish, sustituyendo el hilo de torsión OC, originalmente de hierro, por un hilo de cuarzo. Esta innovación le permitió emplear masas (de oro) más bajas y reducir ciertos efectos exteriores de la experiencia, pero perturbándola. Por ejemplo, el cambio en la pendiente del suelo cuando se mueven las masas era una perturbación difícil cuantificar con exactitud. Sus mediciones con el instrumento mejorado dieron el valor ρ = 5.527 g/cm³.

- En 1896, Karl Ferdinand Braun y Eötvös Loránd (Roland von Eötvös) encontraron un resultado similar al de Boys. Utilizaron también una balanza de torsión, pero diseñada por el propio Eötvös. Además de su uso para medir G, las balanzas de Eötvös encontraron inmediatamente aplicaciones prácticas (y lucrativas) en prospección gravimétrica, que aun estaba en sus inicios. Permanecieron operativas durante varias décadas, hasta que otros gravímetros de manejo más fácil las reemplazaron. Debido a su extrema sensibilidad, las balanzass de Eötvös no han perdido su interés, ni en física, ni en geodesia. En particular, han permitido verificar con gran precisión, del orden de 10−9, la equivalencia de la masa gravitatoria y la masa inerte. Esta equivalencia es una de las hipótesis en la que Albert Einstein fundó la teoría de la relatividad general.

- Los valores de G que actualmente son considerados entre los mejores fueron suministrados en 1930 por la expériencia de Paul Renno Heyl (ρ = 5.517 g/cm³) y en 1942 por P. R. Heyl y Peter Chrzanowski (ρ = 5.514 g/cm³).

- Josef Zahradnicek obtuvo en 1933 el valor ρ = 5.528 g/cm³ que parece un poco menos preciso.

- Con ayuda de criterios estadísticos aplicados a un conjunto de veinticinco determinaciones de G efectuadas por Boys y por Heyl, Harold Jeffreys dedujo el valor G = (6.670 ± 0.004) × 10−11 m³kg−1s−2. Este valor ha servido de referencia en física y, sobre todo, en geodesia y en geofísica durante la mayor parte de la segunda mitad del siglo XX. Con GM = 3.986 × 1014 m³s−2, el valor de G indicado por Jeffreys condujo a una masa de la Tierra total M = 5.977 × 1024 kg y a una densidad media ρ = 5,517 g/cm³.

- Experiencias más recientes han cambiado ligeramente el valor de G aceptado actualmente (a saber G = 6.672 (59 ± 84) × 10−11 m³kg−1s−2, que conduce a la masa de la Tierra mencionada al comienzo de este artículo, M = 5.9736 × 1024 kg), pero conviene señalar que nuevas experiencias, algunas de ellas fundadas en métodos diferentes de los utilizados hasta la actualidad, están en curso o en proyecto en diversos laboratorios del mundo. La incertidumbre de la masa M de la Tierra, y de cualquier otra masa cósmica, es proporcional a la incertidumbre que posee el valor de G. Actualmente, se conoce el producto G·M con una precisión muy grande gracias a los satélites artificiales y a la geodesia espacial, pero los valores de G, y por tanto de M, no son conocidos más que con una precisión relativa del orden de 10−4 a 10−5.